# Lemmejõgi
Lemmejõgi (Lemmeån) är ett vattendrag i Estland. Det ligger i Häädemeeste kommun i landskapet Pärnumaa, i den sydvästra delen av landet, 160 km söder om huvudstaden Tallinn. Ån är 23 km lång och har sin källa i våtmarken Nigula raba. Den rinner strax norr om Estlands gräns mot Lettland och mynnar i Rigabukten. 